# Configurazione spingente

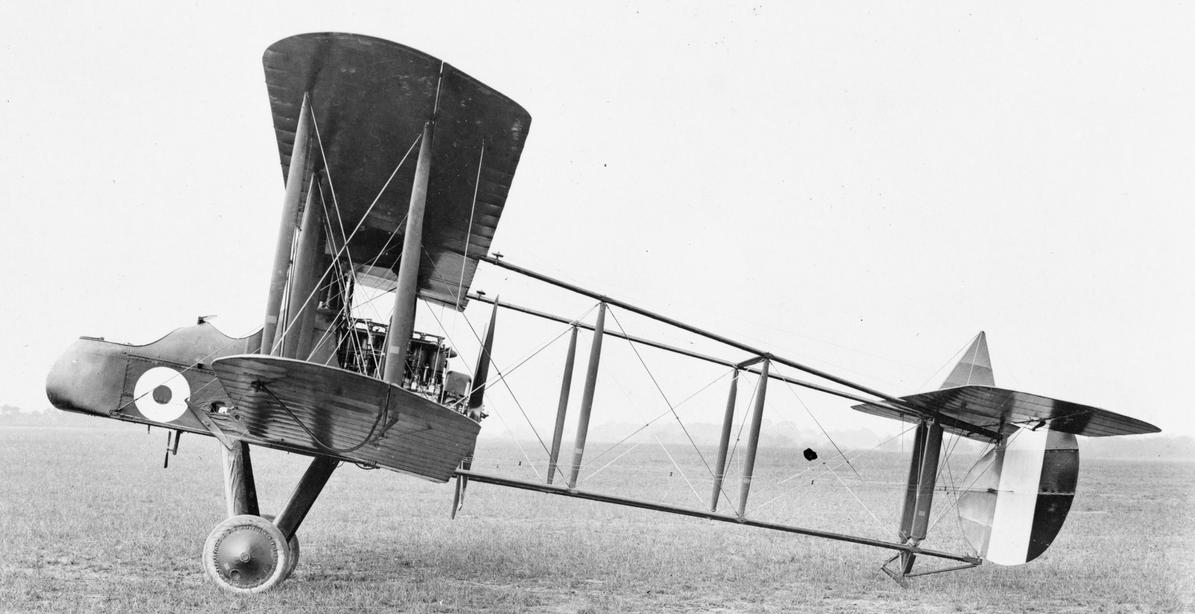
La vista di profilo del Royal Aircraft Factory F.E.2b illustra la classica impostazione "Farman". Questo fu in realtà l'ultimo aereo militare di questo tipo destinato ad incarichi di prima linea costruito in grande serie, quasi 2 000 esemplari, prodotto durante la prima guerra mondiale.

In un mezzo di trasporto, il cui moto è assicurato dai principi espressi dal terzo principio della dinamica, è definita configurazione spingente quella in cui l'elica (o più eliche) si trovi dietro il rispettivo motore. Secondo lo storico dell'aviazione Bill Gunston, una pusher propeller, ovvero un'elica in configurazione spingente, è quella montata dietro al motore in modo che l'albero di trasmissione del moto sia in condizioni di compressione. Con il termine si definisce anche comunemente la specifica impostazione di un aereo ad ala fissa quando il gruppo (o più gruppi) motoelica ha una configurazione spingente.
La configurazione spingente descrive questo specifico dispositivo di spinta (elica o ventola intubata) connesso ad un mezzo di trasporto, applicato sia a aerostati (dirigibile), aerodine (aereo, ekranoplano, paramotore, velivolo ad ala rotante) o altri tipi, come hovercraft, airboat e motoslitte ad elica o aeroslitte. Veicoli e velivoli sono stati progettati e costruiti in numerose e diverse impostazioni generali, alcune delle quali in modo piuttosto radicale tanto che le definizioni iniziali non sono più applicabili, ad esempio il motoaliante Radab Windex, l'idrovolante Seawind 300C, l'ekranoplano anfibio Alekseev A-90 Orlyonok ed il motoaliante a propulsione elettrica e-Genius GFC 2011.